# Вавилон 5: Реката на душите
„Вавилон 5: Реката на душите“ (на английски: Babylon 5: The River of Souls) е американски научнофантастичен филм от поредицата за Вавилон 5. Режисьор на филма е Джанет Грийк, а негов сценарист е Дж. Майкъл Стразински. „Реката на душите“ се излъчва за пръв път на 8 ноември 1998 г. в интервала от време между края на телевизионния сериал и началото на неговото продължение „Кръстоносен поход“.

## Сюжет
Археологът д-р Брайсън ръководи разкопки на непозната планета и намира тайнствено светещо кълбо, което носи на Вавилон 5. Постепенно става ясно, че в находката са скрити един милиард души на изчезналата извънземна цивилизация Ралга. Междувременно Майкъл Гарибалди идва на станцията, за да се срещне с Брайсън, тъй като компанията „Едгарс Индъстрис“ финансира проектите на археолога.Капитан Локли е видимо недоволна от появата на бившия Ръководител на Охраната, тъй като според нея той носи само неприятности.
Неочаквано за всички, член на познатата от сериала раса „Ловци на души“ (в ролята Мартин Шийн) идва на станцията и настоява кълбото да му бъде върнато, тъй като то принадлежи на неговия народ. Привлечен от артефакта, д-р Брайсън започва да комуникира с душите на Ралга. Постепенно става ясно, че расата не е измряла, както твърдят „Ловците на души“, а е започнала еволюционна трансформация извън физическото си тялоАрхеологът освобождава представителите на Ралга и те започват да създават хаос и безредици на Вавилон 5. Капитан Локли и Зак Алан трябва да се справят и с още един проблем – станцията е обсадена от кораби на „Ловците на души“. Те са готови на всичко, за да си върнат кълбото, дори и да прогорят корпуса на Вавилон 5.